# Axel Liebmann
Pour les articles homonymes, voir Liebmann.
Axel Liebmann est un compositeur danois, né à Copenhague le 3 août 1849 et mort dans la même ville le 23 janvier 1876.

## Biographie
Après avoir été diplômé de la Metropolitanskolen en 1867, il étudie à l'Académie royale danoise de musique. Il est assistant de musique de 1868 à 1871 au Studenter-Sangforeningen (da). Il était l’ami de Victor Bendix.
À partir de 1874 il fut organiste à l'église Garnisons (da) à Copenhague et il fut également critique musical pour les journaux Fædrelandet et Nær og Fjern (da).
En 1874, il se marie avec Nanna Magdalene Lehmann qui étudiait avec lui au conservatoire et qui était également compositrice.